# Антон Свејн Маки
Антон Свејн Маки (исл. Anton Sveinn McKee; Рејкјавик, 18. децембар 1993) исландски је пливач чија специјалност су трке прсним стилом. Вишеструки је анционални првак и рекордер и двоструки учесник Олимпијских игара.

## Спортска каријера
На почетку каријере Маки је пливао трке слободним стилом на деоницама изнад 400 метара. Прво велико сениорско такмичење на ком је наступио је било светско првенство у кинеском Шангају 2011. где је заузео укупно 39. место у квалификацијама трке на 800 слободно. Годину дана касније учествовао је на европском првенству у Дебрецину где је успео да исплива квалификационе норме за наступ на ЛОИ 2012. у Лондону.
У Лондону је Маки пливао у квалификацијама на 400 мешовито (31. место) и 1.500 слободно (25. место).
Наступао је и на светским првенствима у Барселони 2013. и Казању 2015, а на првенству у Русији по први пут се потпуно фокусирао на трке прсним стилом. На европском првенству у Лондону 2016. по први пут у каријери је успео да се пласира у финале неког од највећих такмичења. У обе финалне трке Маки је уједно успео и да исплива квалификационе норме за своје друге Олимпијск игре у каријери. На ЛОИ 2016. у Рију Маки је пливао у квалификацијама обе појединачне трке прсним стилом — на 100 метара био је 35, а на 200 укупно на 18. месту.
На светском првенству у корејском Квангџуу 2019. Маки је пливао све три појединачне трке прсним стилом — на 50 метара је био 20. у квалификацијама, 100 метара је испливао са 24. временом квалификација, а у трци на 200 прсно успео је да се пласира у полуфинале које је завршио на последњој 16. позицији.
На европском првенству у малим базенима у Глазгову 2019. успео је да се пласира у финала све три појединачне трке прсним стилом, а најближи медаљи је био у трци на 200 метара коју је окончао на 4. месту заоставши свега 0,07 секунди над трећепласираним Марком Кохом из Немачке.